# Luba (Abra)
Luba ist eine philippinische Stadtgemeinde in der Provinz Abra. Sie hat 6339 Einwohner (Zensus 2015).

## Baranggays
Luba ist politisch unterteilt in acht Barangays.
| - Ampalioc - Barit - Gayaman | - Lul-luno - Luzong - Nagbukel-Tuquipa | - Poblacion - Sabnangan |